# Zeffiro (corvetta)
La Zeffiro è stata un brigantino della Real Marina del Regno delle Due Sicilie, poi acquisito come corvetta a vela dalla Regia Marina.

## Storia
Costruita tra il 1832 ed il 1833 nell'Arsenale di Napoli per la Marina del Regno delle Due Sicilie, la nave era un brigantino da 18 cannoni con batteria in barbetta, ovvero con i pezzi disposti sul ponte di coperta. Scafo in legno con carena ricoperta di piastre in rame rivettate, la nave aveva gli alberi di trinchetto e maestra a vele quadre e quello di mezzana a vele auriche (armamento velico a brigantino a palo), ragion per cui, nella Marina borbonica, era classificata non corvetta ma brigantino. Veloce e manovriera anche in condizioni di mare formato, la Zeffiro venne impiegata principalmente, per compiti logistici e di trasporto.
Nel marzo 1833 il brigantino, appena entrato in servizio, venne aggregato ad una Divisione del Regno delle Due Sicilie che prese parte, insieme ad una Squadra sarda, ad un'azione dimostrativa contro il Bey di Tunisi: l'azione era stata decisa il 23 marzo, con un accordo congiunto sabaudo-borbonico, in seguito ad un'offesa provocata dal Bey contro il Regno di Sardegna, ovvero la cattura di una feluca sarda. Il 28 marzo 1833 lo Zeffiro, insieme alla fregata Regina Isabella, alla corvetta Cristina ed al brigantino Principe Carlo, salpò da Napoli (la formazione era comandata dal capitano di fregata Marino Caracciolo di Torchiarolo), fece tappa a Palermo ed il 10 maggio si congiunse al largo di Tunisi alla Squadra sarda del contrammiraglio Giorgio De Viry: il Bey si decise infine a cedere ed a rendere omaggio alla bandiera sarda, firmando poi, il 17 novembre, un trattato d'amicizia con il Regno delle Due Sicilie. Nell'occasione lo Zeffiro trasportò il generale piemontese Federico Montiglio, inviato a dirimere la contesa.
Il 17 maggio 1834, in seguito ad atti ostili da parte del Marocco, che stava approntando delle navi corsare, lo Zeffiro, unitamente alla fregata Regina Isabella, alla corvetta Cristina ed alla goletta Lampo, lasciò Napoli – la formazione era comandata dal retroammiraglio Staiti –, e venne inviata nelle acque dello stato nordafricano per proteggere i commerci del Regno delle Due Sicilie. In seguito alla dimostrazione di forza (un sostanziale deterrente) costituita dalla presenza delle quattro navi, il Sultano del Marocco acconsentì a firmare, il 25 giugno 1834, un trattato di libero commercio con la monarchia del Regno delle Due Sicilie.
Sempre nel 1834 lo Zeffiro trasportò a Londra e Falmouth gli equipaggi destinati ad armare gli avvisi a ruote Ferdinando II e Nettuno, in costruzione nel Regno Unito.
Nel 1836 il brigantino operò in Adriatico, mentre nel 1838 fu impiegato per trasportare truppe in Sicilia e nel 1840 prese parte ad esercitazioni e manovre di squadra nel golfo di Napoli.
Il 7 luglio 1846 la nave, insieme ad altre dieci unità (pirofregate Ruggiero, Roberto, Ercole, Archimede, fregata a vela Regina Isabella, brigantini Intrepido, Principe Carlo, Valoroso e Generoso, avviso Delfino), salpò da Napoli in formazione con la corvetta Cristina, che aveva a bordo i sovrani delle Due Sicilie, il duca di Calabria, il conte di Trapani, le principesse Carolina Ferdinanda e Maria Amalia con il marito di quest'ultima Sebastiano, e quattro giorni più tardi, alle sette del mattino, giunse a Messina.
Trasformato temporaneamente in nave ospedale nel 1851, l'anno successivo lo Zeffiro venne sottoposto ad un turno di lavori e quindi adibito a compiti di nave scuola per gli Allievi del Collegio di Marina, ruolo che mantenne sino al 1858-1859. In questo periodo l'unità, insieme al brigantino Valoroso ed alla fregata Amalia, venne impiegato per crociere d'istruzione dei guardiamarina una volta all'anno.
Trovandosi in disarmo nell'Arsenale di Napoli, la nave non venne coinvolta nelle vicende che portarono, nel 1860, al crollo del Regno delle Due Sicilie ed all'unità d'Italia. Impossibilitato a muovere, lo Zeffiro non seguì Francesco II a Gaeta (come del resto non fece la quasi totalità della flotta borbonica) ed il 7 settembre 1860 venne incorporato nella Marina del Regno di Sardegna. Riclassificata corvetta di II rango a vela, il 17 marzo 1861 l'unità entrò in servizio per la neocostituita Regia Marina italiana. 
Inizialmente utilizzata come nave scuola e nelle manovre a fuoco nel Mar Tirreno, tra il 1862 ed il 1864 la Zeffiro venne sottoposta a grandi lavori in seguito ai quali l'albero di mezzana venne anch'esso armato a vele quadre (l'armamento velico divenne così a nave) e ricevette anche i controvelacci, mentre l'armamento, precedentemente composto da due cannoni-obici Paixhans e 16 carronate da 30 libbre a canna liscia, venne ridotto a 14 carronate dello stesso tipo. 
Declassata a corvetta a vela di III ordine il 14 giugno 1863, la Zeffiro, dopo il completamento dei lavori, venne impiegata come nave scuola e trascorse gli anni successivi in campagne d'istruzione, principalmente in acque italiane e mediterranee. Nella primavera del 1867 la corvetta, agli ordini del comandante Sarlo, venne aggregata alla II Squadra d'Evoluzione, composta da unità a vela tutte particolarmente anziane – la fregata San Michele e le corvette Valoroso, Iride ed Euridice – insieme alle quali compì una campagna d'istruzione per 35 sottotenenti di vascello nel Mediterraneo occidentale e nell'Atlantico. Durante tale campagna la squadra, partita in aprile, toccò le Canarie, le isole di Capo Verde, le Azzorre e diversi porti della Francia settentrionale e dell'Inghilterra, approdando poi a Cagliari ad inizio settembre per poi toccare Sardegna, Corsica e Baleari. 

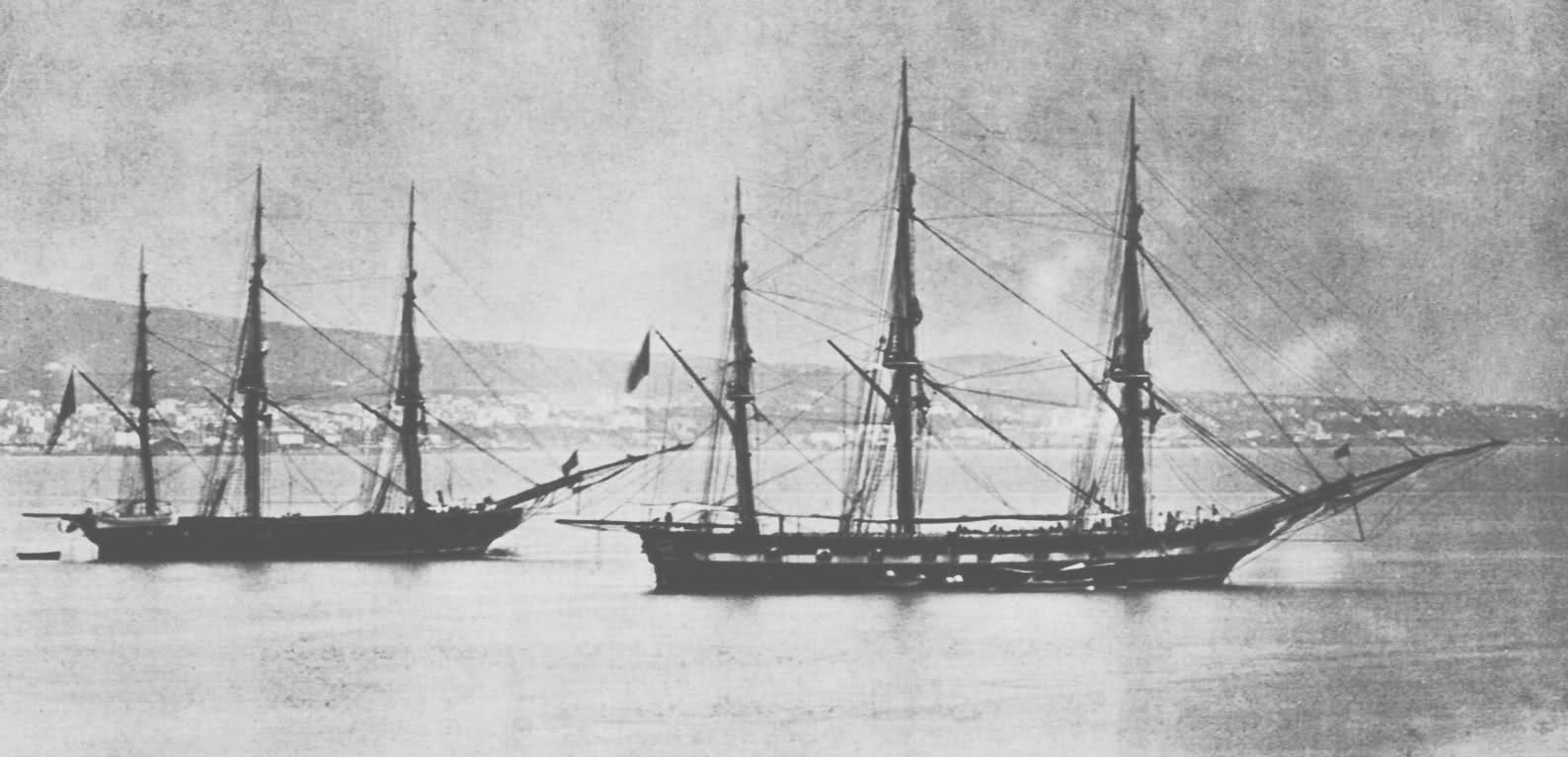
La Zeffiro (sulla destra) e la corvetta Iride a Napoli nel 1867

Nel 1868 la Zeffiro, insieme ad Iride, Euridice e Valoroso, partecipò ad una nuova crociera addestrativa nel Mediterraneo orientale, agli ordini del comandante Civita: durante una sosta a Smirne nella notte tra il 6 ed il 7 agosto 1868, gli equipaggi delle quattro corvette collaborarono attivamente alle operazioni di spegnimento di un violento incendio scoppiato in alcuni edifici della città turca. Pochi giorni dopo la Zeffiro e la Valoroso soccorsero durante una violenta tempesta il brigantino britannico Eva e lo rimorchiarono in porto, salvandolo da grave rischio di naufragio. Sempre a Smirne si verificò l'omicidio, da parte del turco Haffus Kuttergi, di un membro dell'equipaggio della Zeffiro, il sergente Duzzi. Il 15 agosto 1868 le quattro navi italiane ripartirono da Smirne alla volta di Napoli. Al termine della crociera d'addestramento la Zeffiro rientrò a Napoli e qui venne posta in disarmo il 1º ottobre 1868. 
Radiata il 9 maggio 1869, la vecchia corvetta venne infine avviata alla demolizione.